# Heinz Holzer
Heinz Hubert Holzer (Brunico, 28 agosto 1964) è un ex sciatore alpino italiano.

## Biografia
Sciatore polivalente originario di Valdaora, Holzer debuttò in campo internazionale in occasione dei Mondiali juniores di Auron 1982; in Coppa del Mondo ottenne il primo piazzamento il 9 febbraio 1989 a Morzine in supergigante (14º) e l'unico podio il 25 gennaio 1988 quando, a Leukerbad nella medesima specialità, fu 3º alle spalle del canadese Felix Belczyk e dello svizzero Pirmin Zurbriggen. Ai successivi XV Giochi olimpici invernali di Calgary 1988, sua unica presenza olimpica, si classificò 11º nel supergigante e 27º nello slalom gigante; conquistò l'ultimo piazzamento in Coppa del Mondo l'8 gennaio 1989 a Laax in supergigante (15º) e si ritirò al termine della stagione 1991-1992. Non prese parte a rassegne iridate.

## Palmarès

### Coppa del Mondo
- Miglior piazzamento in classifica generale: 55º nel 1988
- 1 podio (in supergigante):
  - 1 terzo posto

### Coppa Europa
- Miglior piazzamento in classifica generale: 24º nel 1986

### Campionati italiani
- 3 medaglie[1]:
  - 2 ori (combinata nel 1984; supergigante nel 1988)
  - 1 bronzo (supergigante nel 1992)